# EPHA7
EPHA7‏ (EPH receptor A7) هوَ بروتين يُشَفر بواسطة جين EPHA7 في الإنسان.
ينتمي هذا الجين إلى الفصيلة الفرعية لمستقبلات الإيفرين من عائلة كيناز البروتين-تيروسين. وقد ثبت أن EPH والمستقبلات المرتبطة به متورطة في التوسط في الأحداث التنموية، وخاصة في الجهاز العصبي. عادةً ما تحتوي المستقبلات في الفصيلة الفرعية EPH على مجال كيناز واحد ومنطقة خارج الخلية تحتوي على مجال غني بالسيستين وتكرارين من النوع الثالث من الفيبرونيكتين. تنقسم مستقبلات الإيفرين إلى مجموعتين بناءً على تشابه تسلسلات المجال خارج الخلية وتقاربها لربط ربيطات الإيفرين-أ والإيفرين-ب.